# Kosmos 2445
Kosmos 2445, ruski izviđački satelit za optičko izviđanje (fotografski, vrsta koja se vraća s filmom) iz programa Kosmos. Vrste je Jantar-4K2M (Kobaljt-M br. 559). 
Lansiran je 14. studenoga 2008. godine u 15:55 s kozmodroma Pljesecka. Lansiran je u nisku orbitu oko planeta Zemlje raketom nosačem Sojuz-U 11A511U. Orbita mu je bila 193 km u perigeju i 342 km u apogeju. Orbitne inklinacije je 67,16°. Spacetrackov kataloški broj je 33439. COSPARova oznaka je 2008-058-A. Zemlju je obilazio u 89,86 minuta. Pri lansiranju bio je mase oko 6700 kg. 
Vratio se na Zemlju 23. veljače 2009. godine. Iz misije je ostao još jedan dio koji je ostao kružiti u niskoj orbiti pa se kao i solarni paneli vratio u atmosferu.

## Vanjske poveznice
- N2YO.com Search Satellite Database (engl.)
- Celes Trak SATCAT Format Documentation (engl.)
- Kunstman  Arhivirana inačica izvorne stranice od 12. kolovoza 2019. (Wayback Machine) Satellites in Orbit (engl.)